# Regering-Bourgeois (Frankrijk)
De regering-Bourgeois was van 1 november 1895 tot 29 april 1896 de regering van Frankrijk. De premier was Léon Bourgeois.

## Samenstelling
- Léon Bourgeois - President van de Raad (premier) en minister van Binnenlandse Zaken
- Marcellin Berthelot - Minister van Buitenlandse Zaken
- Godefroy Cavaignac - Minister van Defensie
- Paul Doumer - Minister van Financiën
- Louis Ricard - Minister van Justitie en Grootzegelbewaarder
- Édouard Lockroy - Minister van Marine
- Émile Combes - Minister van Onderwijs, Schone Kunsten en van Kerkelijke Zaken
- Albert Viger - Minister van Landbouw
- Pierre Guieysse - Minister van Koloniën
- Edmond Guyot-Dessaigne - Minister van Openbare Werken
- Gustave Mesureur - Minister van Handel, Industrie, Posterijen en Telegrafie

Wijzigingen
- 28 maart 1896 - Bourgeois volgt Berthelot op als minister van Buitenlandse Zaken. Ferdinand Sarrien volgt Bourgeois op als minister van Binnenlandse Zaken.